# العلاقات الإسواتينية المنغولية
العلاقات الإسواتينية المنغولية هي العلاقات الثنائية التي تجمع بين إسواتيني ومنغوليا.

## مقارنة بين البلدين
هذه مقارنة عامة ومرجعية للدولتين:
| وجه المقارنة                                              | إسواتيني                                   | منغوليا         |
| --------------------------------------------------------- | ------------------------------------------ | --------------- |
| المساحة (كم2)                                             | 17.36 ألف                                  | 1.57 مليون      |
| عدد السكان (نسمة)                                         | 1.37 مليون                                 | 3.08 مليون      |
| الكثافة السكانية (ن./كم²)                                 | 78.92                                      | 1.96            |
| العاصمة                                                   | لوبامبا، مبابان                            | أولان باتور     |
| اللغة الرسمية                                             | لغة إنجليزية، لغة سوازي                    | اللغة المنغولية |
| العملة                                                    | ليلانغيني سوازيلندي                        | توغروغ منغولي   |
| الناتج المحلي الإجمالي (بليون دولار)                      | 4.41 مليار                                 | 11.49 مليار     |
| الناتج المحلي الإجمالي (تعادل القوة الشرائية) بليون دولار | 11.13 مليار                                | 36.16 مليار     |
| الناتج المحلي الإجمالي الاسمي للفرد دولار أمريكي          | 3.20 ألف                                   | 3.97 ألف        |
| الناتج المحلي الإجمالي للفرد دولار أمريكي                 | 8.29 ألف                                   | 11.95 ألف       |
| مؤشر التنمية البشرية                                      | 0.531                                      | 0.727           |
| رمز المكالمات الدولي                                      | +268                                       | +976            |
| رمز الإنترنت                                              | .sz                                        | .mn             |
| المنطقة الزمنية                                           | التوقيت القياسي لجنوب أفريقيا، ت ع م+02:00 | ت ع م+08:00     |

## منظمات دولية مشتركة
يشترك البلدان في عضوية مجموعة من المنظمات الدولية، منها:
| علم المنظمة | اسم المنظمة                               | تاريخ انضمام إسواتيني | تاريخ انضمام منغوليا |
| ----------- | ----------------------------------------- | --------------------- | -------------------- |
|             | مؤسسة التنمية الدولية                     | 22 سبتمبر 1969        | 14 فبراير 1991       |
|             | يونسكو                                    | 25 يناير 1978         | 1 نوفمبر 1962        |
|             | وكالة ضمان الاستثمار متعدد الأطراف        | 18 أبريل 1990         | 21 يناير 1999        |
|             | الأمم المتحدة                             | 24 سبتمبر 1968        | 27 أكتوبر 1961       |
|             | الاتحاد البريدي العالمي                   | ?                     | ?                    |
|             | البنك الدولي للإنشاء والتعمير             | 22 سبتمبر 1969        | 14 فبراير 1991       |
|             | الاتحاد الدولي للاتصالات                  | 11 نوفمبر 1970        | 27 أغسطس 1964        |
|             | منظمة حظر الأسلحة الكيميائية              | ?                     | ?                    |
|             | مؤسسة التمويل الدولية                     | 22 سبتمبر 1969        | 14 فبراير 1991       |
|             | المركز الدولي لتسوية المنازعات الاستشارية | 14 يوليو 1971         | 14 يوليو 1991        |
|             | منظمة التجارة العالمية                    | ?                     | ?                    |
|             | منظمة الشرطة الجنائية الدولية             | ?                     | ?                    |

## وصلات خارجية
- موقع وزارة الخارجية المنغولية